# Rubeliusz Plaut
Gaius (Sergius?) Rubellius Plautus (ur. ok. 33 n.e.; zm. 62 n.e.) był synem Gajusza Rubeliusza Blandusa i Julii Heleny, a więc ze strony matki prawnukiem cesarza Tyberiusza. Jego ojciec przeszedł wszystkie szczeble kariery politycznej aż do konsulatu. Zmarł w 38 n.e. Matka stała się niewinną ofiarą intryg cesarzowej Mesaliny wywołanych być może postrzeganiem Plauta jako potencjalnego rywala Brytanika, syna cesarzowej. Została na rozkaz cesarza Klaudiusza stracona.
Plaut poślubił Antystię Pollittę (Antistia Pollitta), córkę Lucjusza  Antystiusza Wetusa (Lucius Antistius Vetus), konsula w 55 n.e., legata w Germanii Superior w 55-56, prokonsula Azji w 64-65. Plaut był uważany za kochającego męża i ojca. Imion jego dzieci nie znamy.
Pokrewieństwo z dynastią julijsko-klaudyjską stało się powodem jego zguby. W 60 został zmuszony do usunięcia się do prowincji Azji. W 62 roku cesarz Neron kazał go stracić jako osobę, która mogła zostać wysunięta jako kandydat do tronu. Uprzedzony o zbliżających się siepaczch, Rubeliusz Plaut, kierując się wskazaniami filozofii stoickiej, nie uciekał ani nie bronił się.
W 66 n.e. w wyniku wymuszonych samobójstw i egzekucji śmierć ponieśli żona, dzieci i teść Plauta, jako ofiary wzmagającej się brutalności rządów Nerona.